# Komturzy dzierzgońscy

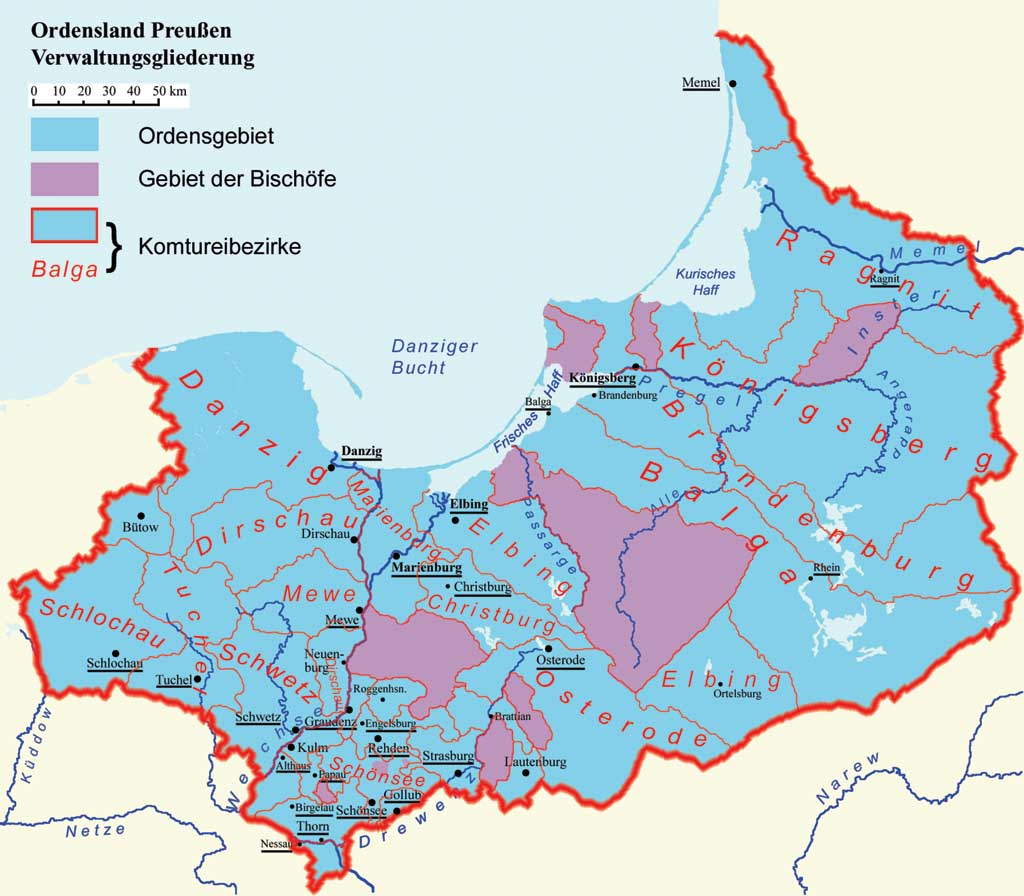
Podział państwa zakonnego na komturie

Jest to chronologiczna lista komturów zakonu krzyżackiego sprawujących władzę w regionie Dzierzgonia od powstania komturstwa do roku 1334:
Komturzy dzierzgońscy:
- Henryk Stange 1250–1254
- Hartmud von Grumbach 1257–1259
- Dytryk Roth 1264
- Konrad von Thierberg Starszy 1267
- Herman von Schönburg 1268–1271
- Hartung 1273–1274
- Herman von Schönburg 1275–1276
- Helwig von Goldbach 1277
- Meinhard von Querfurt 1279
- Dytryk von Gispersleben 1283–1286
- Helwig von Goldbach 1288–1289
- Zygfryd von Rechberg 1290–1291
- Herman von Schenkenberg 1294
- Konrad Sack 1296
- Henryk von Vatterode 1296–1298
- Henryk Zuckschwert 1299
- Zyghard von Schwarzburg 1301–1306
- Henryk von Werderthau1306
- Zyghard von Schwarzburg 1308–1311
- Luther von Braunschweig 1314–1331
- Gunter von Schwarzburg Młodszy 1331–1334